# Nicolas Malfin
Nicolas Malfin (Dreux, 24 september 1971) is een Frans stripauteur. 

## Carrière
Op vraag van zijn ouders deed Malfin eerst een universitaire studie in fysica alvorens zijn droom om stripauteur te worden na te jagen. Zijn grootste invloed op tekengebied was Olivier Vatine (Aquablue). Het was dan ook bij uitgeverij Delcourt, waarvoor Vatine werkte, dat Malfin een stripproject voorstelde. Hij werd daar gekoppeld aan scenarist Daniel Pecqueur en hun gezamenlijke sciencefiction-stripreeks Golden City werd een succes in Frankrijk en werd ook naar het Nederlands vertaald. Voor uitgeverij Dupuis maakte hij solo de strip Cézembre, genoemd naar een fort in de haven van Saint-Malo. De strip speelt zich af in de zomer van 1944 en vertelt het verhaal van een aantal Franse jongeren die actief zijn in het verzet.
- Biblioteca Nacional de España: XX1633204
- Bibliothèque nationale de France: cb135221071 (data)
- Gemeinsame Normdatei: 1205910905
- International Standard Name Identifier: 0000 0000 5944 4520
- Nationale Bibliotheek van Tsjechië: ola2004217004
- Nederlandse Thesaurus van Auteursnamen: 186693192
- Système universitaire de documentation: 050266381
- Virtual International Authority File: 54304724